# 巫彭
巫彭，中國傳說中的上古巫醫。巫彭以醫術著稱，善於行氣導引之術，擅長延壽。可能即後世傳說中的老彭:205-206。《姓氏考略》：「黃帝時巫彭作醫，此為巫氏之始。」《山海經》記載巫彭“操不死之藥”。《說文》載有“巫彭初作醫”的事。